# Presidente
Presidente é aquele que tem a função de ocupar o primeiro lugar numa junta, empresa, comunidade, coro, concílio, associação, tribunal ou acto literário, e ter nele alguma direcção.
Numa república presidencialista, é a autoridade máxima do Poder Executivo e da República, cabendo-lhe as tarefas de chefe de Estado e chefe de governo. Nas repúblicas parlamentaristas, cabe-lhe somente a chefia de Estado. Por norma, o Presidente é também o comandante-em-chefe das Forças Armadas.
O cargo de presidente é também utilizado para indicar a autoridade máxima em empresas, quando sociedades anónimas no Brasil, em conselhos, tribunais e outras organizações.

## Etimologia
O termo presidente deriva do latim prae- "em frente" + sedere significando "aquele que se senta à frente", fazendo referência ao acto de presidir assembleias que fazia-se, como ainda se faz, sentando-se a uma mesa directora disposta defronte dos demais integrantes. A forma feminina "presidenta" também está correta, embora seja pouco usual.

## Repúblicas presidencialistas

### América do Norte
Na América do Norte, o título de presidente foi usado pela primeira vez para designar a máxima autoridade em algumas das colónias britânicas. Estes "presidentes coloniais" estavam sempre associados a um conselho colonial, para o qual eram eleitos. O título foi posteriormente transferido para os dirigentes de alguns dos governos estaduais organizados após o início da Revolução Americana, em 1776. Em 1787, dos treze estados originados nas treze colónias, dez designavam o seu chefe executivo como "governador", enquanto três usavam o termo "presidente". O "presidente" da Pensilvânia era então notório por ser o mais fraco dos líderes dos treze estados, um funcionário escolhido pelo poder legislativo que se limitava a presidir um conselho executivo, emitindo decisões colectivas. Embora os "presidentes" do Delaware e New Hampshire gozassem de um poder ligeiramente superior, este não se comparava, mesmo assim, ao líder estadual mais musculado de então, o "governador" do Massachusetts que, eleito por votantes espalhados por todo o estado, tinha o poder de vetar todas as decisões legislativas, de perdoar condenados, e de escolher juízes e outros altos-funcionários do estado. John Adams, o autor deste cargo de "governador", e quem lhe escolheu o nome, viria posteriormente, num debate sobre títulos de cargos executivos, a assinalar a debilidade do termo "presidente", notando que até "existem presidentes de companhias de bombeiros, e de um clube de cricket. Embora se desconheça a razão porque o termo "presidente" acabou por ser preferido em relação ao seu congénere mais forte, "governador", é possível que tal tenha ocorrido devido ao facto de George Washington presidir à Convenção de Filadélfia, o seu "presidente" escolhido por unanimidade, embora este cargo fosse sobretudo honorífico.

Bandeira presidencial dos Estados Unidos

O título "Presidente dos Estados Unidos" aplicou-se inicialmente ao funcionário encarregue de presidir as sessões do Congresso Continental, e do Congresso estabelecido ao abrigo dos Artigos da Confederação, entre 1781 e 1789. Em 1787–1788, aqueles que então trabalhavam na nova Constituição do país, criaram o cargo da presidência dos Estados Unidos, muitíssimo mais poderoso que na anterior acepção do termo. O presidente foi investido de uma série de deveres e prerrogativas, incluindo a de negociar tratados com governos estrangeiros, transformar decisões em lei, ou vetar legislação passada pelo Congresso, designar altos-funcionários do executivo, assim como todos os juízes do aparelho judiciário federal, servindo ainda como comandante-em-chefe das forças armadas.
Atualmente o presidente dos Estados Unidos é eleito por meio do voto dos delegados de cada estado. O voto do cidadão é secundário. O voto no Estados Unidos não é obrigatório. O atual Presidente é Donald Trump, o 47º a ocupar o cargo, tendo sido eleito em 2024.

### Europa
Em contraste com o caso dos Estados Unidos, muitos governos da Europa Ocidental apresentam sistemas de governo parlamentares nos quais a autoridade executiva é investida em gabinetes, que respondem a parlamentos. O chefe de gabinete, assim como o líder da maioria parlamentar, é o primeiro ministro, sendo o real funcionário máximo da administração executiva da nação. Em muitos desses governos, o cargo de presidente é somente o de chefe de Estado titular ou cerimonial. No entanto, em monarquias constitucionais como as de Espanha, Reino Unido, e dos países escandinavos, este papel cabe ao rei ou rainha. Têm sido adoptados na Europa diversos métodos de selecção presidencial, ocorrendo a eleição directa, por exemplo, em Portugal, Áustria e Irlanda, enquanto a Alemanha e a Itália usam um colégio eleitoral. Na Grécia e em Israel, os presidentes são designados pelo parlamento eleito.

#### Portugal

Bandeira presidencial de Portugal

Em Portugal, para que um cidadão possa concorrer ao cargo de presidente deve ser português, ter no mínimo 35 anos, ter o pleno exercício dos direitos políticos, ser eleitor/a e ter domicílio eleitoral em Portugal. O número máximo de mandatos consecutivos é de dois.
Os funcionários do Estado ou de outras pessoas colectivas públicas não precisam de autorização para se candidatarem à Presidência da República.
Com a ausência do/a presidente, este é substituído (temporariamente e apenas para algumas funções) pelo/a presidente da Assembleia da República que é quem lhe segue na hierarquia do Estado, seguido do primeiro-ministro ou primeira-ministra e, finalmente, pelo/a presidente do Supremo Tribunal de Justiça.
O atual Presidente da República Portuguesa é Marcelo Rebelo de Sousa, o 20.º a ocupar o cargo, eleito em 2016.

#### França

Estandarte presidencial da França

Em 1958, a pedido de Charles de Gaulle, a Constituição da Quinta República Francesa dotou o cargo de presidente de poderes executivos formidáveis, entre os quais o poder de dissolver o parlamento, e o de demandar referendos a nível nacional. O presidente eleito da França designa um primeiro-ministro, que deve ser capaz de congregar o apoio da maioria da câmara baixa do parlamento francês, a Assembleia Nacional. Sempre que o presidente é capaz de designar um primeiro-ministro que represente o seu próprio partido ou coligação, é aquele quem retém a maioria do poder político, sendo o primeiro-ministro encarregado de gerir a agenda parlamentar do presidente. Após o Partido Socialista Francês, liderado por François Mitterrand, ter sido derrotado nas eleições legislativas de 1986, Mitterrand viu-se obrigado a designar um primeiro-ministro dentre as alas da oposição, Jacques Chirac, uma situação que ficaria conhecida como "coabitação". Embora a possibilidade da existência de um executivo dividido entre dois partidos rivais não houvesse sido prevista pela constituição do país, os dois governantes acordaram informalmente que o controlo dos negócios Estrangeiros e da Defesa Nacional caberia ao presidente, ficando o primeiro-ministro encarregado da política doméstica. Este arranjo foi posteriormente seguido em vários períodos de "coabitação" que viriam a ocorrer. Após a queda do comunismo na antiga União Soviética, e por toda a Europa Oriental, vários países, entre os quais a Rússia, Polónia, e Bulgária, viriam a criar cargos presidenciais semelhantes ao modelo de presidente francês.

### Brasil

Bandeira presidencial do Brasil

No Brasil, para que uma cidadã ou um cidadão possa concorrer ao cargo de presidente, deve ser brasileiro(a) nato(a), ter no mínimo 35 anos, ter o pleno exercício dos direitos políticos, ser eleitor(a), ter domicílio eleitoral no Brasil e estar filiado a algum partido político. Também não pode ter substituído o/a atual presidente nos seis meses anteriores ao eleito. O número máximo de mandatos consecutivos é de dois.
Caso o(a) presidente esteja ausente, quem assume o poder é o(a) vice-presidente, seguido do(a) presidente da Câmara dos Deputados, presidente do Senado e presidente do Supremo Tribunal Federal (STF).
O atual Presidente da República Federativa do Brasil é Luiz Inácio Lula da Silva, o 39.º a ocupar o cargo, tendo sido eleito em 2022.

### Outras regiões
O cargo de presidente existe por toda a América Central e do Sul, assim como em África e noutras regiões. Em geral, são chefes executivos que funcionam de acordo com a tradição democrática, enquanto funcionários públicos devidamente sufragados para exercer esse cargo. Durante a maior parte do século XX, no entanto, foram vários os presidentes eleitos que, sob o pretexto de medidas emergenciais, continuaram no cargo mesmo após o fim dos termos definidos pela constituição. Noutras situações, os governos foram tomados de assalto por chefias militares, que posteriormente pretenderam obter alguma legitimação assumindo o cargo de presidente. Noutros casos, ainda, os presidentes eram de facto marionetas ao serviço das forças armadas, ou dos poderosos interesses económicos que os haviam colocado em funções. Durante as décadas de 1980 e 1990, muitos países dessas regiões sofreram uma transição para a democracia, que viria a aumentar a legitimidade do cargo de presidente nesses países. Muitos desses países seguem o modelo do presidente dos Estados Unidos, ao definir os poderes previstos na constituição para esse cargo.

#### Angola

Bandeira presidencial da Angola

Segundo a nova Constituição Angolana, aprovada em 2010, o Presidente da República é o Chefe de Estado, o titular do Poder Executivo e o Comandante-em-Chefe das Forças Armadas Angolanas, sendo auxiliado no seu exercício por um Vice-Presidente, Ministros de Estado e Ministros. O Presidente representa o país, tanto no plano interno como no internacional.
É eleito Presidente da República e Chefe do Executivo o cabeça de lista, pelo círculo nacional, do partido político ou coligação de partidos políticos mais votados em eleições gerais, sendo elegível qualquer cidadão angolano de origem, com idade mínima de trinta e cinco anos, que resida habitualmente no país há pelo menos dez anos, e se encontre em pleno gozo dos seus direitos civis, políticos e capacidade física e mental, e que não se encontre nas situações previstas como inelegíveis para este cargo, como é o caso dos cidadão com dupla cidadania, ou de antigos Presidentes da República que tenham sido destituídos, ou renunciado ou abandonado funções. As candidaturas são propostas pelos partidos políticos ou coligações, podendo incluir cidadãos não filiados no partido ou coligação concorrentes. As eleições gerais para o cargo são convocadas até noventa dias antes do termo do mandato do Presidente e dos Deputados à Assembleia Nacional em funções, realizando-se trinta dias antes do fim do mandato.
Cada mandato tem duração de cinco anos, iniciando-se com o empossamento, a cargo do Presidente do Tribunal Constitucional, quinze dias após a publicação oficial dos resultados eleitorais definitivos, e terminando com a posse do novo Presidente eleito. Cada cidadão limitado a um máximo de dois mandatos na função.
Atualmente o m Presidente da República de Angola é João Lourenço sendo empossado em 2017.

#### Moçambique

Bandeira presidencial de Moçambique

De acordo com a Constituição da República de Moçambique de 2004, o Presidente da República é o Chefe do Estado, e símbolo da unidade nacional, representando o país no plano interno e internacional. É ainda o Chefe do Governo, e o Comandante-Chefe das Forças de Defesa e Segurança. É eleito por sufrágio universal directo, podendo se candidatar ao cargo qualquer cidadão moçambicano que cumulativamente tenha tenham a nacionalidade originária sem que possua qualquer outra nacionalidade; tenha pelo menos trinta e cinco anos; esteja no pleno gozo dos direitos civis e políticos; e tenha sido proposto por um mínimo de dez mil eleitores.
Os mandatos são de cinco anos, podendo o Presidente ser reeleito uma única vez. Após ser eleito duas vezes consecutivas, o Presidente cessante apenas pode candidatar-se a eleições presidenciais cinco anos após o último mandato. É eleito Presidente da República o candidato que reúna mais de metade dos votos expressos; no caso de nenhum dos candidatos obter a maioria absoluta, há uma segunda volta, na qual participam os dois candidatos mais votados. No acto de posse, a investidura está a cargo do Presidente do Conselho Constitucional, em acto público e perante os deputados da Assembleia da República e demais representantes dos órgãos de soberania, prestando o Presidente juramento.
Em caso de impedimento ou ausência do país, o Presidente da República é substituído nas funções pelo Presidente da Assembleia da República ou, no impedimento deste, pelo seu substituto, sendo vedada a ausência simultânea do país do Chefe do Estado e do seu substituto constitucional.
Actualmente, exerce as funções de Presidente da República de Moçambique Filipe Nyusi, eleito em 2015, o 5º a ocupar o cargo.